# Team DSM–Firmenich PostNL
DSM-Firmenich PostNL (codul UCI: DFP) este o echipă profesionistă neerlandeză de ciclism de nivel UCI WorldTeam. Echipa este condusă de Iwan Spekenbrink.